# Qarakolluq
Qarakolluq è un comune dell'Azerbaigian situato nel distretto di İsmayıllı. Conta una popolazione di 219 abitanti.